# Модернисты
«Модернисты» (англ. The Moderns) — американский художественный фильм режиссёра Алана Рудольфа, вышедший в 1988 году.

## Сюжет
Действие фильма происходит в 1926 году, в Париже. Он рассказывает о временах потерянного поколения и расцвета модернистской литературы.
Ник Харт — начинающий художник. Он американец, но приехал в Париж в надежде добиться известности. Натали де Вилль нанимает его для создания поддельных экземпляров картин из коллекции мужа. В результате Ник разрывается между чувствами к двум женщинам — к Натали и к своей бывшей жене Рейчел, которую он неожиданно встречает в Париже…

## В ролях
| Актёр              | Роль             |
| ------------------ | ---------------- |
| Кит Кэррадайн      | Ник Харт         |
| Линда Фиорентино   | Рейчел Стоун     |
| Женевьев Бюжо      | Либби Валентайн  |
| Уоллес Шон         | Ойсо             |
| Джеральдина Чаплин | Натали де Вилль  |
| Кевин Дж. О’Коннор | Эрнест Хэмингуэй |
| Джон Лоун          | Бертрам Стоун    |
| Эльза Равен        | Гертруда Стайн   |
| Али Жирон          | Элис Б. Токлас   |

## Съёмочная группа
- Режиссёр — Алан Рудольф
- Авторы сценария — Алан Рудольф, Джон Брэдшоу
- Продюсеры — Дэвид Блокер, Кэролин Пфайфер
- Исполнительный продюсер — Шеп Гордон
- Редактор — Дебра Т. Смит, Скотт Брок
- Композитор — Марк Айшем
- Оператор — Тоёмити Курита

## История проката

### Даты премьер
Даты приведены в соответствии с данными IMDb.
- США — 15 апреля 1988 (премьерный показ в Нью-Йорке)
- США — май 1988
- Франция — 7 сентября 1988
- Турция — январь 1989
- Финляндия — 21 июля 1989
- ФРГ — 14 сентября 1989

## Награды и номинации
Список наград и номинаций приведён в соответствии с данными IMDb.

### Награды
| Год  | Событие                                      | Награда                           | Награждённый  |
| ---- | -------------------------------------------- | --------------------------------- | ------------- |
| 1988 | Премия Ассоциации кинокритиков Лос-Анджелеса | Лучшая музыка к фильму            | Марк Айшем    |
| 1988 | Премия Ассоциации кинокритиков Лос-Анджелеса | Лучшая женская роль второго плана | Женевьев Бюжо |

### Номинации
| Год  | Событие                      | Награда                           | Номинант                   |
| ---- | ---------------------------- | --------------------------------- | -------------------------- |
| 1989 | Кинопремия «Независимый дух» | Лучшая операторская работа        | Тоёмити Курита             |
| 1989 | Кинопремия «Независимый дух» | Лучший сценарий                   | Элан Рудольф, Джон Брэдшоу |
| 1989 | Кинопремия «Независимый дух» | Лучшая мужская роль второго плана | Джон Лоун                  |